# Графостатика
Графоста́тика — в теоретической механике учение о графическом способе решения задач статики.
Графостатика позволяет решать задачи с системами сходящихся сил. На плоскости такая система сил является статически определимой, если число неизвестных сил в ней не превышает двух.
Для плоской системы сил последовательность нахождения неизвестных сил в этом методе такова:
1. выбирается масштаб сил;
2. в выбранном масштабе строятся векторы известных сил, причём каждый последующий вектор откладывается из конца предыдущего;
3. из конца последнего из векторов известных сил проводится прямая, параллельная одной из двух неизвестных сил;
4. из начала первого построенного вектора проводится прямая, параллельная второй неизвестной силе;
5. точка пересечения двух прямых даст отрезки, эквивалентные двум неизвестным силам;
6. длины полученных отрезков умножаются на масштаб — получаются значения двух искомых сил.

Чем крупнее выбранный масштаб, тем выше точность решения задачи.
К задачам графостатики относится и построение диаграммы Максвелла — Кремоны для определения усилий в стержнях ферм.